# Нидербрайтбах
Нидербрайтбах (нем. Niederbreitbach) — община в Германии, в земле Рейнланд-Пфальц.
Входит в состав района Нойвид. Подчиняется управлению Вальдбрайтбах. Население составляет 1582 человека (на 31 декабря 2010 года). Занимает площадь 8,53 км².
Коммуна подразделяется на 13 сельских округов.

## Известные уроженцы и жители
- Гёц, Карл Отто — современный немецкий художник-абстракционист, один из создателей немецкого информализма. В настоящее время проживает в городе.